# Ildar Ibragimov

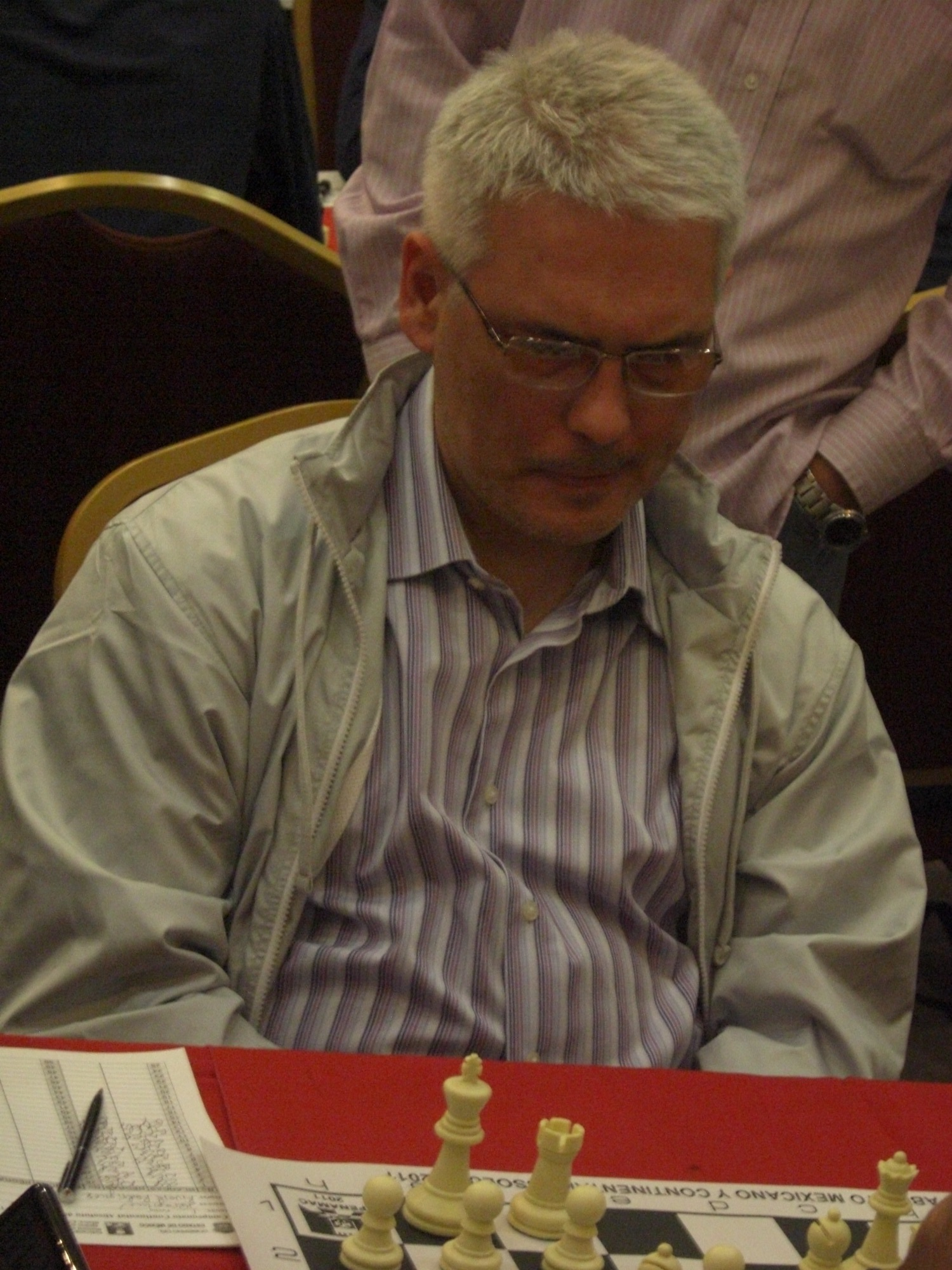
Ildar Ibragimov (2011)

Ildar Riftakovitsj Ibragimov  (Russisch: Ильдар Рифкатович Ибрагимов) (Kazan, 16 augustus 1967) is een Russisch-Amerikaans schaker. Hij is sinds 1993 een grootmeester (GM). 
Hij werd geboren in Kazan en behoort etnisch gezien tot de Tataren. 
In januari 2000 was hij nummer 72 op de wereldranglijst van de FIDE met de Elo-rating 2611. In april 2006 bereikte hij zijn recordrating 2637.

## Carrière
- Ibragimov werd in 1991 gedeeld eerste met Vladimir Kramnik en Andrei Kharlov op het kampioenschap van de Sovjet-Unie voor spelers tot 26 jaar.
- Hij won in 1994 het Tsjigorin Memorial en in 1997 het Masters Open toernooi in Biel.

In 2002 vertrok hij naar de Verenigde Staten, en ging wonen in New Haven, Connecticut.   
- Het 30e World open dat in juli 2002 in Philadelphia gespeeld werd, eindigde in een gelijke stand van negen spelers aan de top met 7 punten uit negen ronden. Na de tie-break werd Ibragimov tiende. Er waren 217 deelnemers.
- In 2004 was hij gedeeld winnaar van het Open kampioenschap van de Verenigde Staten.
- Van 18 t/m 22 mei 2005 werd in Minneapolis het open Global Chess Challenge toernooi verspeeld. Ibragimov eindigde met 7 punten op een gedeelde tweede plaats.
- Van 30 juni t/m 4 juli 2005 werd de 33e World Open in Philadelphia gespeeld. Ibragimov haalde zeven punten.
- van 25 t/m 27 november 2005 werd in Philadelphia het 36e National Chess Congress verspeeld dat door Ildar Ibragimov met 5 uit 6 gewonnen werd.
- In 2006 was hij gedeeld derde bij het Open kampioenschap van de Verenigde Staten.
- Hij werd gedeeld eerste bij het World Open schaaktoernooi in 2006.

In 2015 keerde Ibragimov terug bij de nationale schaakfederatie van Rusland.

## Nationale teams
Ibragimov was lid van het team van de VS dat in 2006 de bronzen medaille behaalde bij de Schaakolympiade. 

Hij was lid van het Russische team dat in 2019 de winnaar werd van het Europese kampioenschap voor seniorenteams in de categorie 50+.